# Olga Pogodina
Olga Pogodina (ros. О́льга Станисла́вовна Пого́дина; ur. 21 września 1976 w Moskwie) – rosyjska aktorka, dyrektor generalny „ODA-Film” sp. z o.o. w Moskwie.

## Nagrody i odznaczenia
Ludowy Artysta Federacji Rosyjskiej (2017).